# Інтерфейс-маркер
Інтерфейс-маркер — це модель дизайну в інформатиці, яка використовується мовами програмування, аби надати інформацію про об'єкт під час виконання. Він надає засоби для асоціації метаданих із класом, де мова не має явної підтримки таких метаданих.
Деякі мови програмування надають підтримку метаданим, до яких можна отримати доступ за допомогою рефлексії. Так, наприклад, атрибути у мові C#.

## Опис мовою C#
Наприклад, для позначення класу, який зберігається в базі даних, ми можемо використати наступний інтерфейс. Він не містить жодних властивостей чи методів, оскільки всі сутності різняться між собою. Також цей інтерфейс не містить жодної інформації про ідентифікатор, бо у деяких випадках ідентифікатор може бути складеним ключем, а написання власного класу під ключ не виправдовує складності у випадку проміжних таблиць.
```
interface
 
IEntity
 

{

}

```